# Antonia Matic
Antonia Matic (født 13. september 1984) er en professionel tennisspiller fra Tyskland. 
Antonia Matic højeste rangering på WTA single rangliste var som nummer 225, hvilket hun opnåede 27. september 2004. I double er den bedste placering nummer 260, hvilket blev opnået 16. august 2004. 